# Vallentinia
Genre
Vallentinia est un genre de limnoméduses (hydrozoaires) de la famille des Olindiidae.

## Liste d'espèces
Selon World Register of Marine Species (9 mars 2019) :
- Vallentinia adherens Hyman, 1947
- Vallentinia falklandica Browne, 1902
- Vallentinia gabriellae Mendes, 1948

## Publication originale
(en) Edward T. Browne, « A preliminary report on Hydromedusae from the Falkland Islands », Annals and Magazine of natural History, 7e série, vol. 9,‎ 1902, p. 272-284 (lire en ligne, consulté le 9 mars 2019).